# Der Lotse (Film)
Der Lotse ist ein britischer Kurzfilm von Iain Softley aus dem Jahr 2023. Der Film basiert auf der gleichnamigen Novelle von Frederick Forsyth.

## Handlung
Am Heiligabend 1957 feiert der junge britische Flugoffizier Freddie Hook in der Offiziermesse auf dem  Luftwaffenstützpunkt Celle. Nach einem langen Telefonat mit seiner Mutter trifft er auf seinen Flügelmann, der sich den Arm gebrochen hat. Ursprünglich sollte er nach Hause fliegen, dieser Plan ist nun gescheitert. Freddie sieht nun seine Chance gekommen und fragt seinen Commander nach einer Flugfreigabe, um mit seiner
Vampire zur Royal Air Force Station Lakenheath zu fliegen. Da die Nordsee klar ist und es eine gute Flugbewertung gibt, erhält er die Freigabe.
Über der Nordsee fallen jedoch alle Navigationsinstrumente aus. Zunehmend verzweifelt versucht er jemanden über Funk zu erreichen, doch schließlich fällt auch dieser aus. Er versucht RAF Miriam St. George zu erreichen, der nahe der britischen Küste ist, doch zunehmend gehen auch seine Treibstoffvorräte zur Neige. Er plant bereits eine Notwasserung. Kurz nachdem er durch eine Aurora fliegt taucht unter ihm ein alter Mosquito-Jagdbomber auf, der ihn zu einem Flugplatz geleitet, wo er sicher landen kann.
Auf dem Boden wird er von Sergeant Joe Marks in Empfang genommen. Er landete auf dem Flugplatz Minton, der schon seit Jahren geschlossen ist. Joe bringt ihn zum ebenfalls verlassenen Miriam St. George.  Zunächst versucht er für all die merkwürdigen Vorgänge dieser Nacht noch eine logische Erklärung zu finden, doch dann entdeckt er ein vergilbtes Bild mit eben jenem Flugzeug, das ihn herunter gelotst hat. Marks von Minton erklärt ihm, das sei der legendäre Kriegsheld Johnny Kavanagh gewesen. Im Krieg war er einer der sogenannten Lotsen, die mit ihren Mosquitos über der Nordsee und dem Ärmelkanal nach alliierten Bombern Ausschau hielten. An Heiligabend 1943 sei Kavanagh von seinem letzten Einsatz nicht zurückgekehrt.
Nun kommen zwei Männer der RAF zur stillgelegten Basis. Als Freddie seine Geschichte erzählt, erklären sie ihm, die Basis sei seit Jahren verlassen. Als er ihnen Joe vorstellen will, ist dieser verschwunden und das vorher hell erleuchtete Haus wieder dunkel.
Am Nachthimmel sieht man Johnny Kavanagh, wie er einen weiteren verirrten Piloten nach Hause geleitet.

## Hintergrund
Es handelt sich bei Der Lotse um die Verfilmung der gleichnamigen Novelle von Frederick Forsyth aus dem Jahr 1975. Der Kurzfilm entstand für den Streamingdienst Disney+ und war die erste Produktion von Richard Johns neu gegründeter Produktionsfirma Argo Films. Regisseur Iain Softley zeichnete auch für das Drehbuch verantwortlich. Ein weiterer Produzent ist der Regisseur Alfonso Cuarón, der im Jahr zuvor, ebenfalls in der Weihnachtszeit, auf Disney+ den Kurzfilm Le pupille von Alice Rohrwacher veröffentlichte.
Der Lotse wurde überwiegend in der Nähe von Fakenham in Norfolk gedreht. John Travolta, der den Piloten Johnny Kavanagh spielt, ist nur kurz zu sehen und war auch als Executive Producer am Film beteiligt. Der als leidenschaftliche Flieger geltende Travolta sicherte sich die Rechte an der Verfilmung bereits vor über 30 Jahren, hatte den Film aber bislang nicht realisieren dürfen.
Erstmals wurde der Film  am 10. August 2023 auf dem HollyShorts Film Festival vorgestellt. Der erste Trailer für den Film erschien am 11. Oktober 2023. Seine Premiere auf Disney+ hatte der Film am 1. Dezember 2023.

## Rezeption
Der Film wurde überwiegend als herzerwärmend und mitreißend bewertet. Er passe auch durch seine mystischen Elemente gut zur Weihnachtszeit. Mit seinem Verweis auf die tatsächlich existierenden Lotsen über dem Ärmelkanal wird auch diesen vergessenen Kriegshelden Tribut gezollt.